# 専門学校坪内総合ビジネスカレッジ
専門学校 坪内総合ビジネスカレッジ(せんもんがっこう つぼうちそうごうビジネスカレッジ)は島根県松江市東朝日町74に本部を置く2キャンパス9学科を有する私立専修学校。また2024年4月に新たに鳥取県米子市に新キャンパスを開校する。略称を「ビジ専」と自称する。

## 沿革
(以下の出典は)
| 1986年 | 学校法人坪内学園 松江ビジネス専門学校島根県知事認可。 |
| 1987年 | 松江ビジネス専門学校開校。 |
| 1989年 | 松江ビジネス専門学校PTA設立。 |
| 1991年 | 松江情報ビジネス専門学校に校名変更。 |
| 1996年 | 学校法人坪内学園 島根商科専門学校島根県知事認可。 |
| 1997年 | 島根商科専門学校開校。 島根商科専門学校PTA設立。 あさひ学生会館新築。 |
| 2001年 | 松江情報ビジネス専門学校と島根商科専門学校を統合し、専門学校松江情報ビジネスカレッジ開校。 |
| 2004年 | ペットビジネス科（現：動物学科）新設。 キャリアサポートルーム設置。 |
| 2006年 | 坪内学園1号館を建て替え新校舎竣工 専門学校松江総合ビジネスカレッジに校名変更。 専門学校島根自動車工学専門大学校設置認可を島根県より受ける。                                                                                |
| 2011年 | 現代ビジネス学科よりコースを独立させ、公務員学科新設。 |
| 2012年 | こども総合学科開学。 |
| 2013年 | ドンズー日本語学校と姉妹校提携。 |
| 2014年 | 現代ビジネス学科よりコースを独立させ、医療事務学科新設。 現代ビジネス学科、公務員学科、動物学科、高度情報学科、文部科学省認定「職業実践専門課程」を受ける。 ふくし総合学科開学認可を厚生労働大臣より受ける。               |
| 2015年 | 坪内学園グループ専門大学校協力会設立。 日本語学科新設。 |
| 2016年 | 学校法人坪内学園、学校法人平成坪内学園の法人合併。 |
| 2017年 | 高度情報学科 IT学科へ学科名変更。医療事務学科 文部科学省認定「職業実践専門課程」を受ける。 |
| 2018年 | 現代ビジネス学科 地域経済学科へ学科名変更。 |
| 2021年 | ベトナム ハノイに日本語センターを開設。 学生会館Ⅱを松江市東津田に新築。 |
| 2022年 | 専門学校松江総合ビジネスカレッジと山陰中央専門大学校を統合し、専門学校坪内総合ビジネスカレッジに校名変更。 学校法人坪内学園付属認定こども園開園。 坪内学園児童クラブ（あだかえ）開所。 学生会館Ⅲを松江市古志原に改修設置。 |

## 教育および研究

### 松江キャンパス

#### 学科
- 地域経済医療事務学科
  - 地域経済コース
  - 医療事務コース
- 公務員学科
  - 公務員2年コース
- 短期公務員学科
  - 公務員1年コース
- 動物学科
  - メディカルトリマーコース
- こども総合学科
  - こども総合学科コース

### 松江国際キャンパス

#### 学科
- 国際自動車整備士学科
  - 2級自動車整備士コース
- 国際日本語学科
- 国際観光ビジネス学科
  - 観光ビジネスコース
  - ITビジネスコース
  - 観光・ITコース

### 米子市キャンパス
- IT学科
  - Rubyエンジニアコース
  - モバイルエンジニアコース

## 施設設備
全キャンパスにWi-Fiが完備されており、松江キャンパスには介護実習室や動物看護実習室、トリミング実習室、こども総合学科実習室などの実習室が完備されている。松江国際キャンパスは山陰中央専門大学校のキャンパスを受け継いでおり自動車整備実習室が完備されている。また教科書に対応した実習車も準備されている。松江市大正町には学生寮がある。

## アクセス
松江キャンパス
- JR松江駅より徒歩5分[6]

松江国際キャンパス
- JR松江駅より徒歩5分

米子キャンパス
- JR米子駅より徒歩5分[7]

## 所在地
松江キャンパス−〒690-0001 島根県松江市東朝日町74
松江国際キャンパス−〒690-0001 島根県松江市東朝日町75-12
米子キャンパス−〒683-0043 鳥取県米子市末広町311 米子駅前ショッピングセンター3階